# Muckov (Levín)
Muckov (německy Mutzka) je osada, součást městysu Levína v okrese Litoměřice. Nachází se asi 1,5 kilometru východně od Levína. Muckov leží ve stejnojmenném katastrálním území o výměře 2,48 km².

## Název
Název osady je odvozen z osobního jména Mucek ve významu Muckův dvůr. V historických pramenech se jméno vsi objevuje ve tvarech: Muczkow (1426), na vsi Muczkowie (1579), Muczkow (1618, 1654), Mutzke (1720, 1833) a Mutzka (1787).

## Historie
První písemná zmínka o vesnici pochází z roku 1426.

## Obyvatelstvo
Při sčítání lidu v roce 1921 zde žilo 98 obyvatel (z toho 47 mužů) německé národnosti, z nichž bylo dvacet evangelíků a 78 římských katolíků. Podle sčítání lidu z roku 1930 měla vesnice 94 obyvatel: jednoho Čechoslováka a 93 Němců. Až na třináct evangelíků se hlásili k římskokatolické církvi.
|           | 1869 | 1880 | 1890 | 1900 | 1910 | 1921 | 1930 | 1950 | 1961 | 1970 |
| --------- | ---- | ---- | ---- | ---- | ---- | ---- | ---- | ---- | ---- | ---- |
| Obyvatelé | 113  | 111  | 108  | 110  | 94   | 98   | 94   | 5    | 14   | .    |
| Domy      | 24   | 24   | 21   | 21   | 21   | 20   | 19   | 17   | .    | 4    |